# 朱統錡
朱統錡（？—1650年2月10日（永曆四年正月甲子）），明朝宗室、南明軍事人物。

## 生平
朱統錡是石城恭靖王朱奠堵的後裔，個性浮誇、喜歡說大話。南昌失陷，他渡過長江，得知英山的張福寰在三尖寨起兵，就偷偷前往，但未能通報，於是授徒自給，但又暗中透露他的宗室身份。張福寰知道後，就好好保護他，在永曆二年（1648年）迎接他到潛山，並於次年（1649年）二月在飛旗寨奉他為石城王，製做符印，讓各山寨人員拜授官職；而不謁見的山寨就派兵平定，於是他撫有二十四個山寨。其後謁見的蘄州、黃梅四十八個山寨人員也授與官職，使他兵力聲威大振。同年夏天，清朝軍隊攻陷大部分山寨，只有朱統錡守住的飛旗寨未能攻入，於是攻打將軍寨，他率領四百人經包家河支援，被褚良輔所截而入山。十一月時，清兵攻入玄圃、飛旗各寨，進至湯池衙前圍攻十日，用火箭射入，寨中一片混亂，清兵乘機入寨。他從後關逃至馬園，清兵追擊到霍山邊界的寶纛河，他匿藏在英山，收納士兵五十多人。永曆四年（1650年）正月十日，胡經文、胡玉良受清朝操江李日芄指使，誘導他從羊角河到達馬園，被擒殺。

## 引用
1. 1 2  錢海岳《南明史·卷三·本紀第三》：（永曆四年正月）甲子，副使胡經文誘執宗室統錡馬園，統錡薨。
2. 1 2  錢海岳《南明史·卷二十七·列傳第三》：統錡，石城王裔，放誕好大言。南昌陷，渡江，聞英山張福寰起兵三尖寨，潛至，不得通，授徒自給。繼乃微言我宗支也，福寰知之，即善護焉。永曆二年，迎入潛山。明年二月，奉之居飛旗寨，稱石城王，造作符印。各寨謁見，以次拜官，自部院、科道、撫按、總鎮、監司、郡縣之屬咸備。他寨有未謁者，以兵定之，於是撫有二十四寨。因聯絡蘄、黃四十八寨，其來謁者，各授職有差，聲威大振。
3. ↑  錢海岳《南明史·卷二十七·列傳第三》：其夏，清兵會攻，諸寨相繼降陷，惟統錡尚守飛旗不下。清攻將軍寨，統錡以四百人間入包家河援之，為褚良輔所截，入山。十一月，清兵攻玄圃、飛旗諸寨，進至湯池衙前，攻圍十日，縱火箭仰射，寨中大亂，清兵乘之入。統錡從後關走馬園，清兵追至霍山界寶纛河。統錡亡匿英山，收兵五六十人。四年正月十日，胡經文、胡玉良受清操江李日芄指，誘統錡自羊角河來馬園，被執遇害。